# La Sainte Famille de François Ier
La Sainte Famille de François Ier  ou Sainte Famille avec sainte Élisabeth, le petit saint Jean et deux anges, ou encore La Grande Sainte Famille de François Ier est une peinture à l'huile sur bois transférée sur toile en 1751 (207 × 140 cm), signée et datant de 1518 environ, du peintre Raphaël et de son atelier, conservée au Musée du Louvre de Paris. 

## Histoire
Le tableau a été commandé par le pape Léon X et envoyé comme un cadeau au roi de France, François Ier, en 1518. 
L'ange qui couronne de fleurs la Vierge Marie est une référence à la maternité récente de la reine Claude de France. 
Le travail est signé par Raphaël, mais il est probable que la plupart de la composition a été exécutée par son atelier et ses assistants.
En effet, les critiques d'art attribuent à Giovanni da Udine le bouquet et le pavement de marbre et à Giulio Romano les figures de sainte Élisabeth et du petit saint Jean.

## Thème
Conformément à l'iconographie chrétienne de la Sainte Famille, le tableau représente Marie et  l'Enfant Jésus accompagnée de Joseph, de sainte Elisabeth et son fils saint Jean-Baptiste.

## Description
Le groupe de la Vierge à l'Enfant trône au milieu de la composition, Marie, dans  sa robe rouge, orientée vers la gauche, assise en appui sur  l'extrémité de son pied gauche équipée d'une sandale, soutient l'Enfant jésus, nu, sortant de son berceau en bois sculpté, dont la jambe droite est encore sur un coussin blanc à gland doré. Leurs pieds qui reposent sur un sol à tomettes, chiqueté de marbre, sont les seuls visibles. 
À gauche du tableau, Élisabeth, visage buriné et mains calleuses, portant turban, tient serré dans ses bras, le petit saint Jean les mains jointes enserrant son roseau croisé, qui semble attraper, par un effet perspectif, l'auréole de Jésus.
Au-dessus de Marie, un ange porte une couronne de fleurs. Un autre personnage émerge entre eux les mains sur la poitrine.
On aperçoit Joseph dans la partie haute à droite, appuyé sur le coude gauche, le bras droit replié sous lui, dans une pose songeuse, la tête reposant sur sa main gauche repliée vers le bas, regardant vers la mère et l'enfant.
Tous les personnages saints portent une auréole limitée à un cercle doré et fin.
La composition se termine, en fond par une ouverture en haut à gauche dévoilant un petit paysage brumeux de montagnes bleutées.

## Analyse
La Grande Sainte Famille témoigne du style tardif de Raphaël,  par la monumentalité des figures inspirées de Michel-Ange, la maîtrise spatiale, et le luminisme sombre de Léonard de Vinci.